# Salsza
Salsza – potrawa kuchni staropolskiej; nazwa sosu z warzyw z dodatkiem octu i pieprzu. W książce kucharskiej Kucharz doskonały z 1783, opisany jako salsza pieprzna czyli sos z octem.  
Podstawowe składniki to masło, cebula, pietruszka, czosnek, liść laurowy, 
tymianek, bazylia, mąka, czerwone wino, ocet winny, sól i pieprz.
Przygotowanie salszy rozpoczyna się od roztopienia w rondlu  masła z dodatkiem pokrojonej cebuli, marchwi i pietruszki. Następnie należy rozgnieść czosnek i dodać przyprawy. Całość podsmażyć, dodając wino i mąkę. Następnie zamieszać i gotować na małym ogniu pod przykryciem kilkanaście minut. Po ugotowaniu przecedzić wywar przez sitko, dodać sól, pieprz i ocet do smaku.
Sos podawany jest do kiełbasy na ciepło, ozorów lub boczku.